# La donna dei faraoni
La donna dei faraoni è un film storico-drammatico del 1960 diretto da Victor Tourjansky e interpretato da John Drew Barrymore. Ambientato nell'Antico Egitto durante il XXXI secolo a.C. (poco dopo l'unificazione dell'Alto e del Basso Egitto), il film è incentrato su una storia d'amore che entra in contrasto con la lotta al potere tra Sabaku, principe di Bubasti,  ormai potente e pronto a unificare al completo il paese, e Ramses, principe di Tebe, che regna su un nuovo regno nel sud dell'Egitto, che regna su una dinastia un tempo fiorente ma ancora col desiderio di riprendere gli antichi splendori. Uscito il 10 settembre 1960, è stato il primo film girato in Techniscope.

## Trama
Ramses, principe di Tebe e Faraone dell'Alto Egitto, è in disputa con suo cugino Sabaku, principe di Bubasti e Faraone del Basso Egitto. Il nobile Amosis, nel tentativo di riconciliarli, li porta a una crociera sul Nilo, ma i tre, durante una partita a dadi, fanno la conoscenza di Akis, di cui ne restano affascinati. La partita a dadi ha quindi come posta la ragazza, e viene vinta da Ramses, ma sfortuna vuole che Akis sia rimasta custodita da Farka, serva di Ramses e amica di Amosis, che affida poi la giovane alla sacerdotessa del tempio di Bubastis. Viene però scoperta e denunciata da Mareth, gelosa signora di Sabaku. Una serie di eventi costringerà così la giovane Akis a progettare la sua vendetta, e la distruzione della coppia...